# Ocupação (exposição de arte)
Ocupação é uma exposição de arte realizada no Itaú Cultural de São Paulo desde 2009. Cada edição é dedicada a um diferente artista, das mais variadas expressões culturais, com a intenção de promover um diálogo da nova geração de artistas com os criadores que os influenciaram.

## Edições premiadas

### Ocupação Angeli
De 16 de março a 6 de maio de 2012, foi realizada a Ocupação Angeli, dedicada a expor cerca de 800 obras do cartunista Angeli. A curadoria ficou a cago da esposa do artista, Carolina Guaycuru. Selecionadas a partir do acervo de 30 mil desenhos do artista, a exposição traçou um panorama de seus últimos 15 anos de carreira, optando por não se focar apenas em seus personagens mais conhecidos, trazendo também charges políticas, cartazes, capas de discos e ilustrações. A exposição ganhou o 25º Troféu HQ Mix na categoria "melhor exposição".

### Ocupação Laerte
De 21 de setembro a 2 de novembro de 2014, foi realizada a Ocupação Laerte, em homenagem à quadrinista Laerte Coutinho, com cerca de 2.000 obras da artista, entre cartuns, desenhos, quadrinhos e curtas-metragens, sendo cerca de 300 originais, 400 imagens digitais e 1.500 impressas, além de um painel com 900 tiras cômicas e um ensaio fotográfico da artista com referências ao personagem Minotauro, que dá nome à sua série de tiras filosóficas. A exposição apresentou as várias fases da carreira de Laerte, desde sua participação no movimento sindical até o ativismo LGBT, após assumir-se como transexual. A exposição ganhou o 27º Troféu HQ Mix na categoria "melhor exposição".

### Ocupação Glauco
A 30ª edição do evento foi dedicada ao cartunista Glauco Villas Boas. Denominada como Ocupação Glauco, a exposição ocorreu de 9 de julho a 21 de agosto de 2016 e apresentou esboços de tiras e charges, cartas, fotos e objetos originais do autor, além de uma série de vídeos inéditos e conteúdos multimídia abertos à interação do público. Outra atração foram os vídeos com depoimentos de amigos do artista, como Angeli e Laerte. Por fim, uma parte da exposição era dedicada ao seu lado religioso (ele fundou uma igreja ligada ao Santo Daime). A exposição ganhou o 29º Troféu HQ Mix na categoria "melhor exposição".